# Leonid Abalkin
Leonid Ivanovich Abalkin (Moscou, em russo:  Леони́д Ива́нович Аба́лкин; 5 de maio de 1930 — 2 de maio de 2011) foi um economista russo.